# Friesensport
Friesensport ist der Sammelbegriff für mehrere Sportarten, die in Ostfriesland, im nordwestlichen Oldenburger Land sowie im westlichen Schleswig-Holstein (Dithmarschen und Nordfriesland) betrieben werden.
Während viele der traditionellen Sportarten in Deutschland entweder verschwunden oder im unorganisierten Freizeitsport aufgegangen sind, hat sich der Friesensport ähnlich wie das Schützenwesen einerseits als organisierter Wettkampfsport mit nationalen und internationalen Meisterschaften und andererseits als Brauchtumspflege erhalten.
Der Friesensport ist zu unterscheiden vom Friesenkampf, einer Variante des Modernen Fünfkampfs.

## Disziplinen und Mehrkampfwettbewerbe
Die einzelnen Sportdisziplinen sind:
- Klootschießen
- Boßeln
- Schleuderball
- Besenwerfen

Im traditionellen Friesischen Dreikampf muss jeder Friesensportler spezielle Disziplinen dieser vier Sportarten bestreiten, den Standkampf im Klootschießen, das Weideboßeln und den Schleuderballweitwurf. Den Dreikampf gibt es heute nur noch als Wettkampf für Jugendliche, den die Ostfriesische Landschaft jährlich zum Oll’ Mai am Upstalsboom in Aurich ausrichtet.
Als offizieller Wettkampf hat sich allerdings der Friesische Mehrkampf, oft auch als Friesischer Fünfkampf bezeichnet, durchgesetzt. Die Disziplinen dort sind neben dem Klootschießen, dem Weideboßeln und dem Schleuderballweitwurf noch zusätzlich das Gummikugel-Straßenboßeln und das Kunststoff(Holz)kugel-Straßenboßeln.

## Internationale Varianten
Da eine große Anzahl der Friesensport-Gemeinde auch die irische Variante des Sports (Irish Road Bowling) und die niederländische Variante (Hollandkugelwerfen) praktiziert, werden auch diese Disziplinen häufig dem Friesensport zugeordnet.

## Museale Präsentation

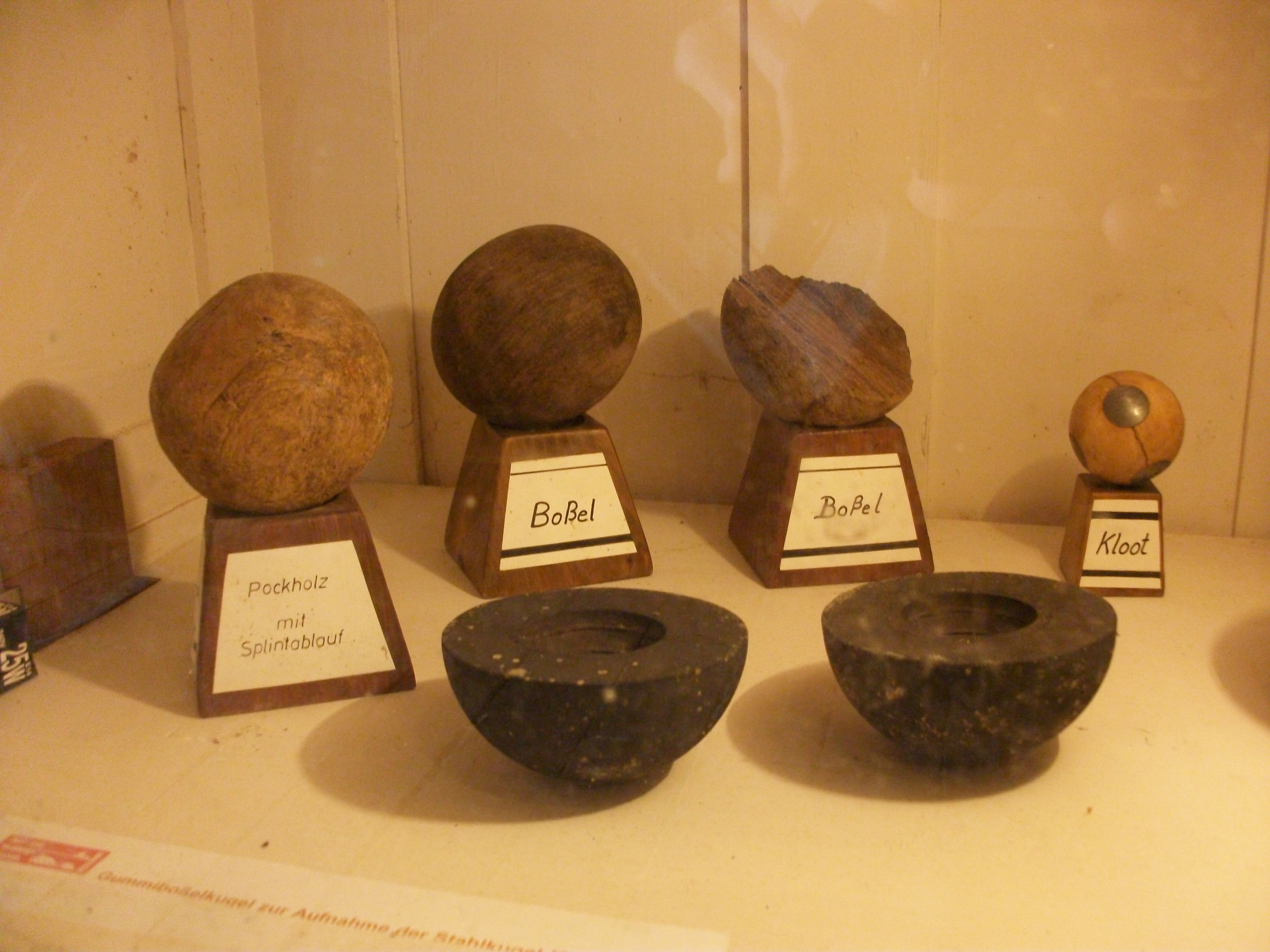
Torf- und Siedlungsmuseum Wiesmoor, Boßel- und Klootkugeln

Das Robert von Zeppelin- und Fliegermuseum in Wittmund zeigt eine Dauerausstellung zur Geschichte des Friesensports. Im Torf- und Siedlungsmuseum Wiesmoor sind Kloot- und Boßelkugeln ausgestellt.